# Frits Kuipers

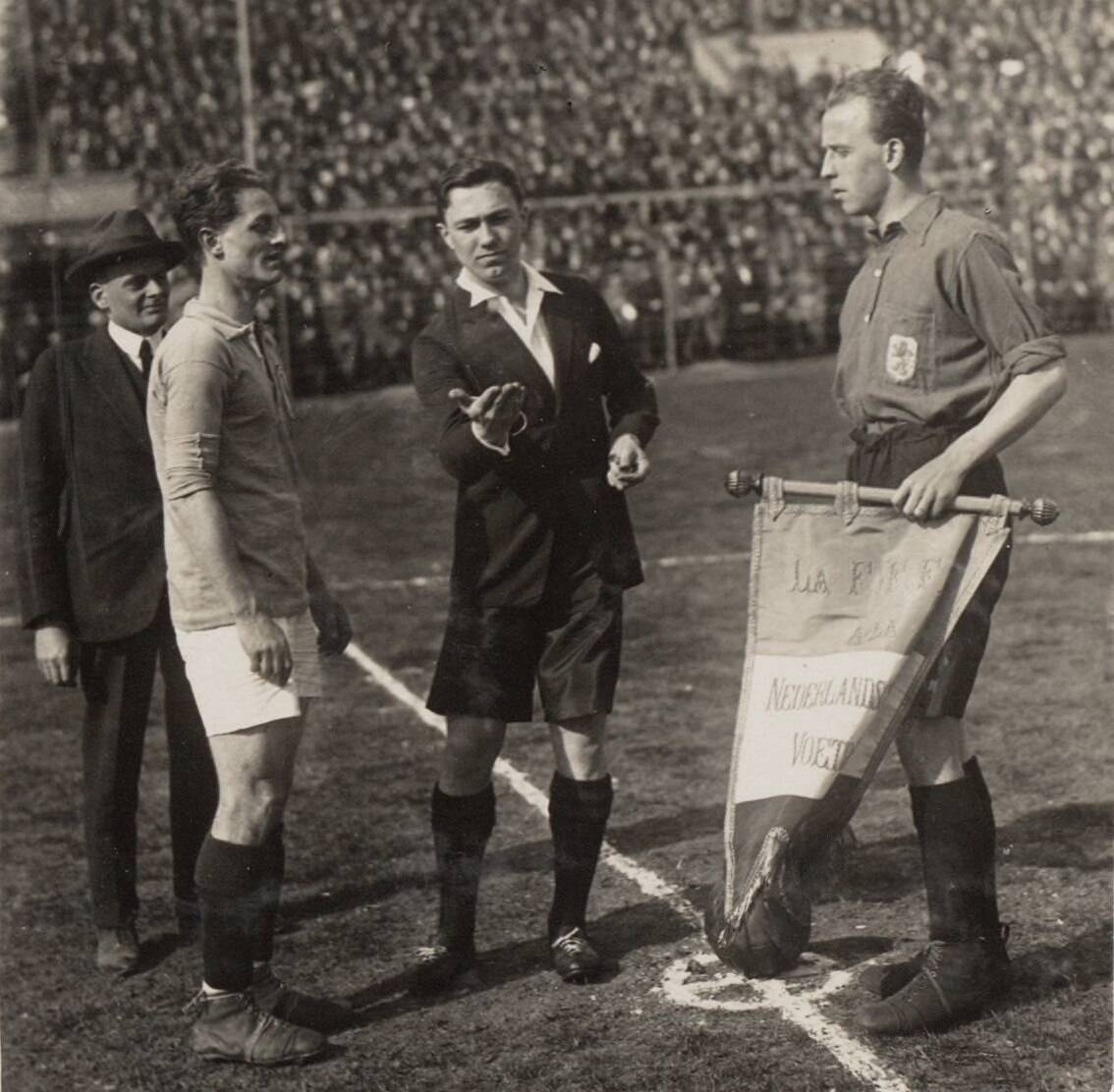
Kuipers (rechts), niederländische Mannschaft 1923

Frederik Carel „Frits“ Kuipers (* 11. Juli 1899 in Elst, Gelderland; † 10. Oktober 1943 in Heemstede) war ein niederländischer Fußballspieler.

## Karriere
Frits Kuipers spielte von 1920 bis 1923 für den in Haarlem ansässigen Koninklijke HFC.
Er gehörte der niederländischen Mannschaft an, die am olympischen Fußballturnier 1920 teilnahm und die Bronzemedaille gewann.